# Moerasspinner
De moerasspinner (Laelia coenosa) is een nachtvlinder uit de familie van de spinneruilen (Erebidae), onderfamilie donsvlinders (Lymantriinae).

## Beschrijving
De voorvleugellengte van de mannetjes bedraagt tussen de 16 en 21 millimeter. Het mannetje is wat kleiner dan het vrouwtje. Bij het mannetje vallen de gele voorvleugels en de zeer donkere geveerde antennes op. In de achter-buiten van de voorvleugel staan een aantal zwarte puntjes. De achtervleugel is wit. Het vrouwtje heeft geen geveerde antennes en witte vleugels.

## Levenscyclus
De moerasspinner gebruikt riet, galigaan en grote egelskop als waardplanten. De rups is te vinden van augustus tot juni. De rups overwintert halfwassen. Er vliegt jaarlijks een generatie van eind juni tot in augustus.

## Voorkomen
De soort komt verspreid over het Palearctisch gebied voor. De habitat is moeras.

### In Nederland en België
De moerasspinner is in Nederland alleen bekend uit de omgeving van Budel. In België is hij zeer zeldzaam en alleen bekend uit de provincie Limburg.

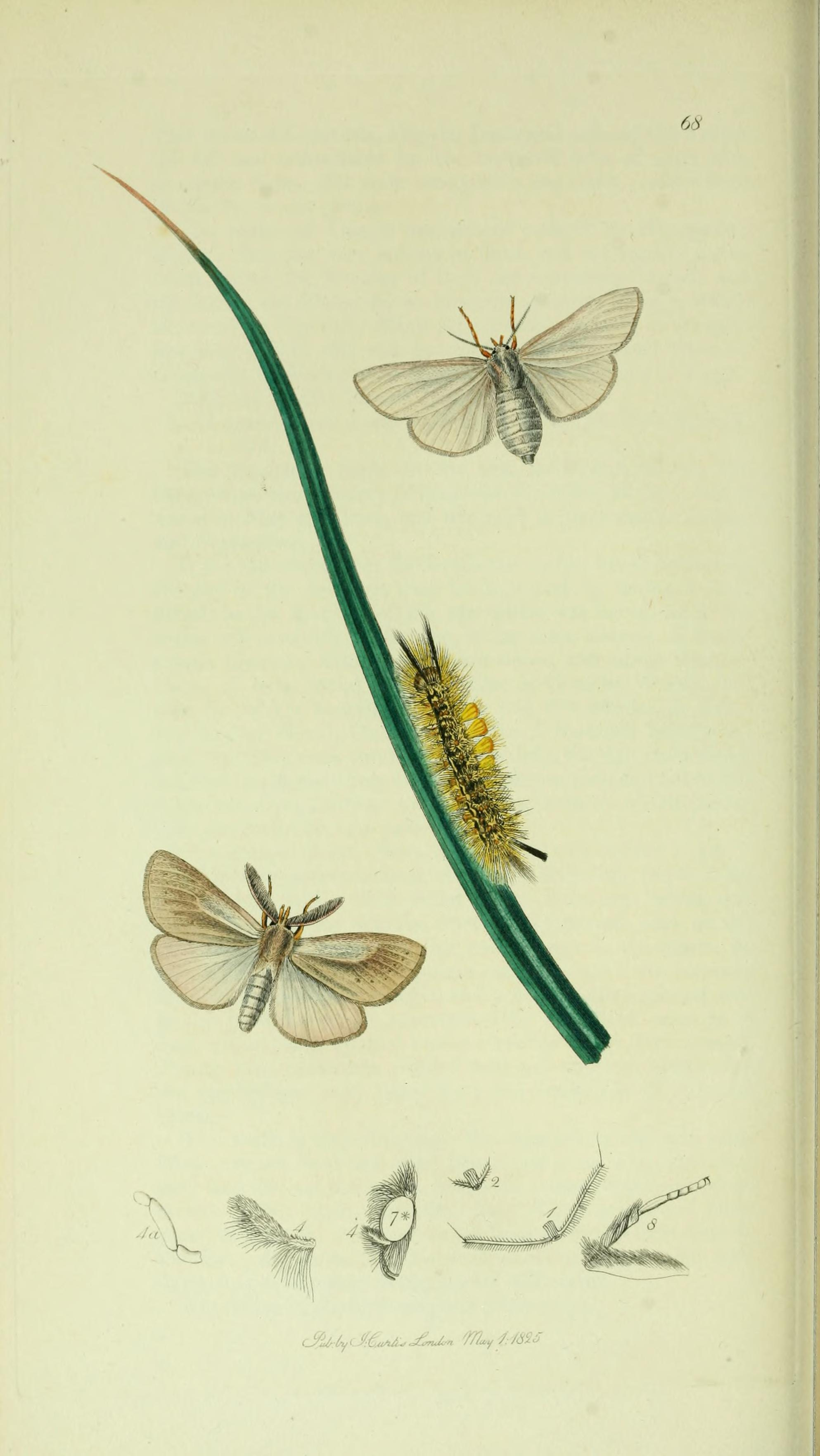
Illustratie met rups door John Curtis.